# Nové Dvory (district de Litoměřice)
Pour les articles homonymes, voir Dvory et Nové Dvory.
Nové Dvory (en allemand : Neuhof) est une commune du district de Litoměřice, dans la région d'Ústí nad Labem, en Tchéquie. Sa population s'élevait à 393 habitants en 2021.

## Géographie
Nové Dvory se trouve à 11 km au sud-est de Litoměřice, à 26 km au sud-est d'Ústí nad Labem et à 46 km au nord-ouest de Prague.
La commune est limitée par Doksany au nord, Hrobce au nord-est, par Židovice à l'est, par Dušníky et Budyně nad Ohří au sud, et par Brozany nad Ohří à l'ouest.

## Histoire
La première mention écrite du village date de 1437.

## Administration
La commune se compose de deux quartiers :
- Chvalín
- Nové Dvory

## Patrimoine
Patrimoine religieux

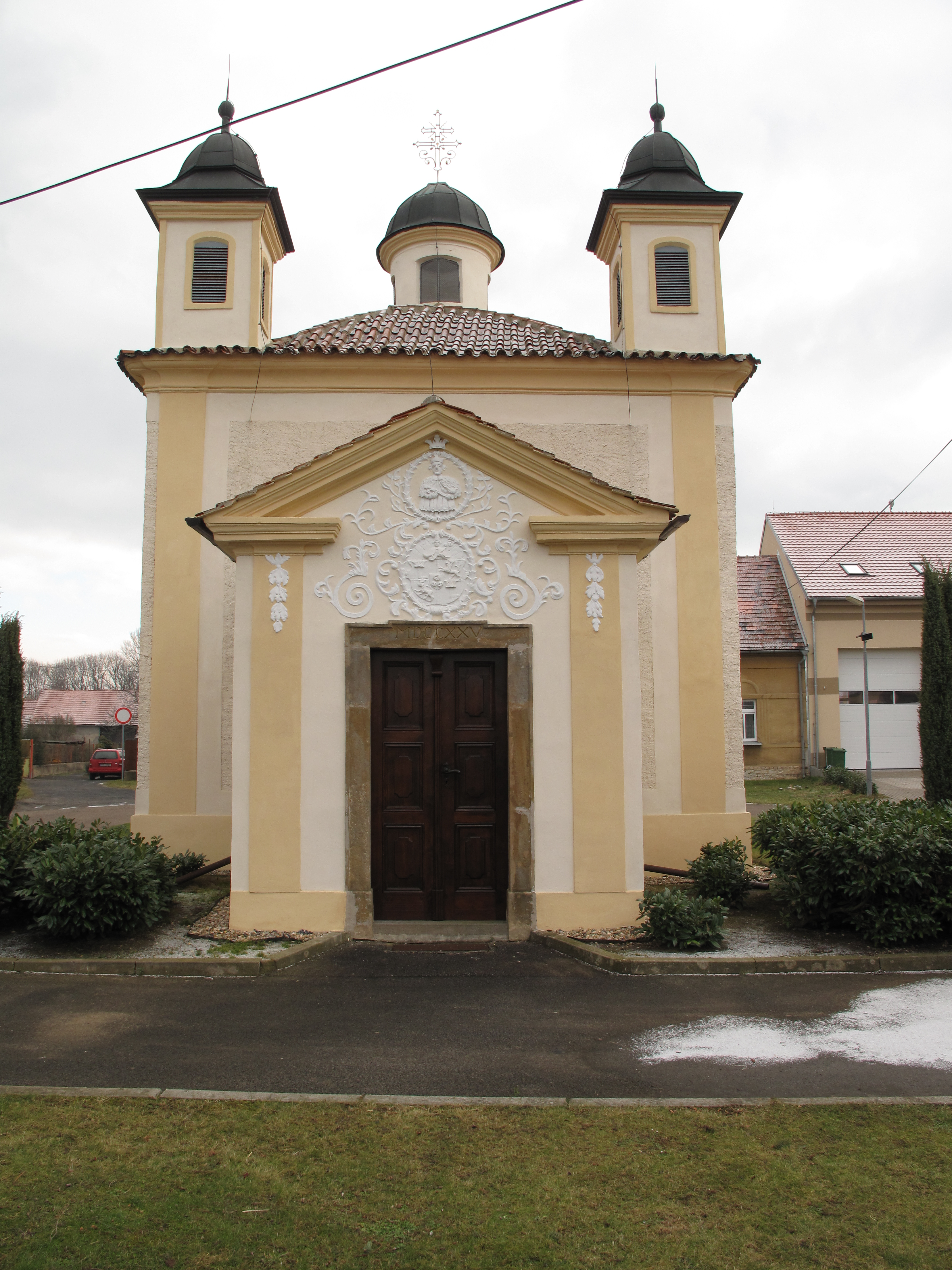
Chapelle à Chvalín : la façade.
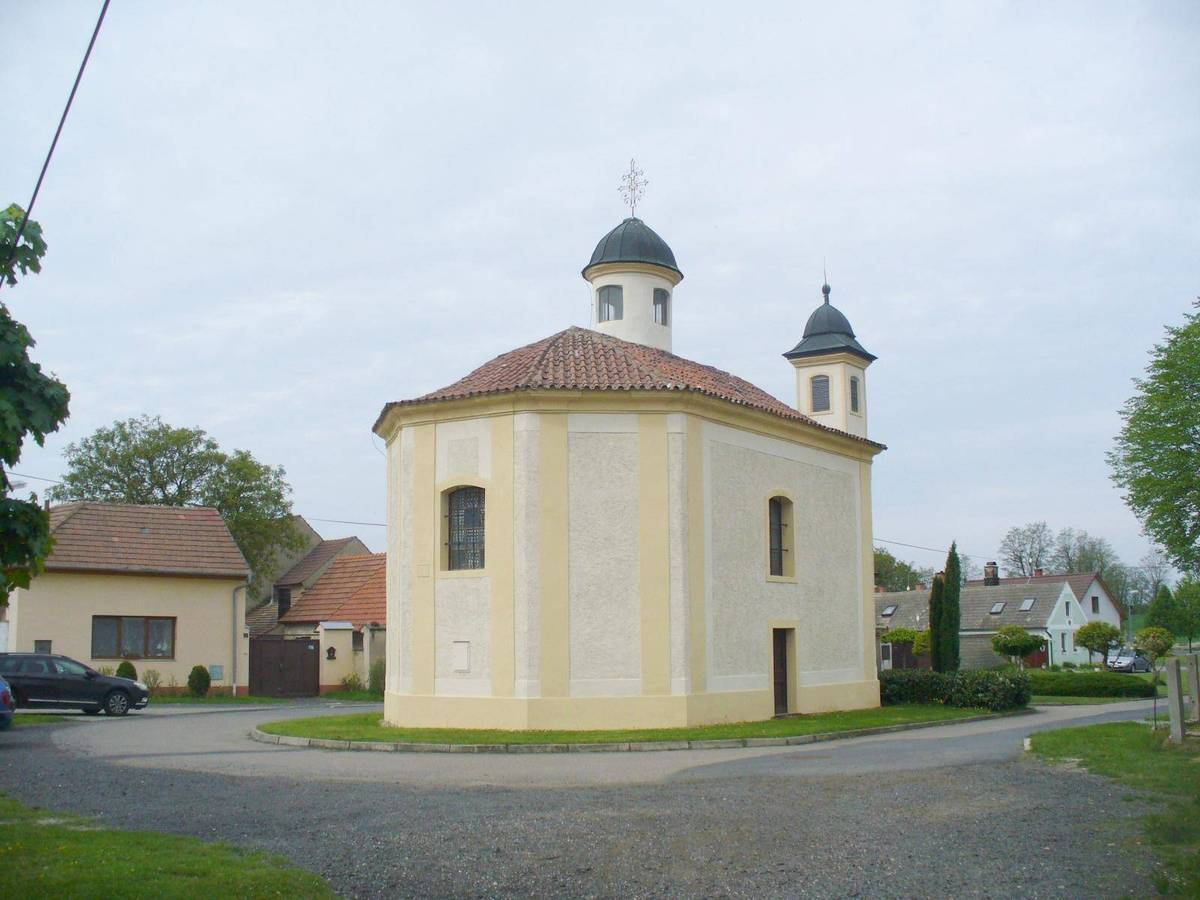
Chapelle à Chvalín : le chevet.
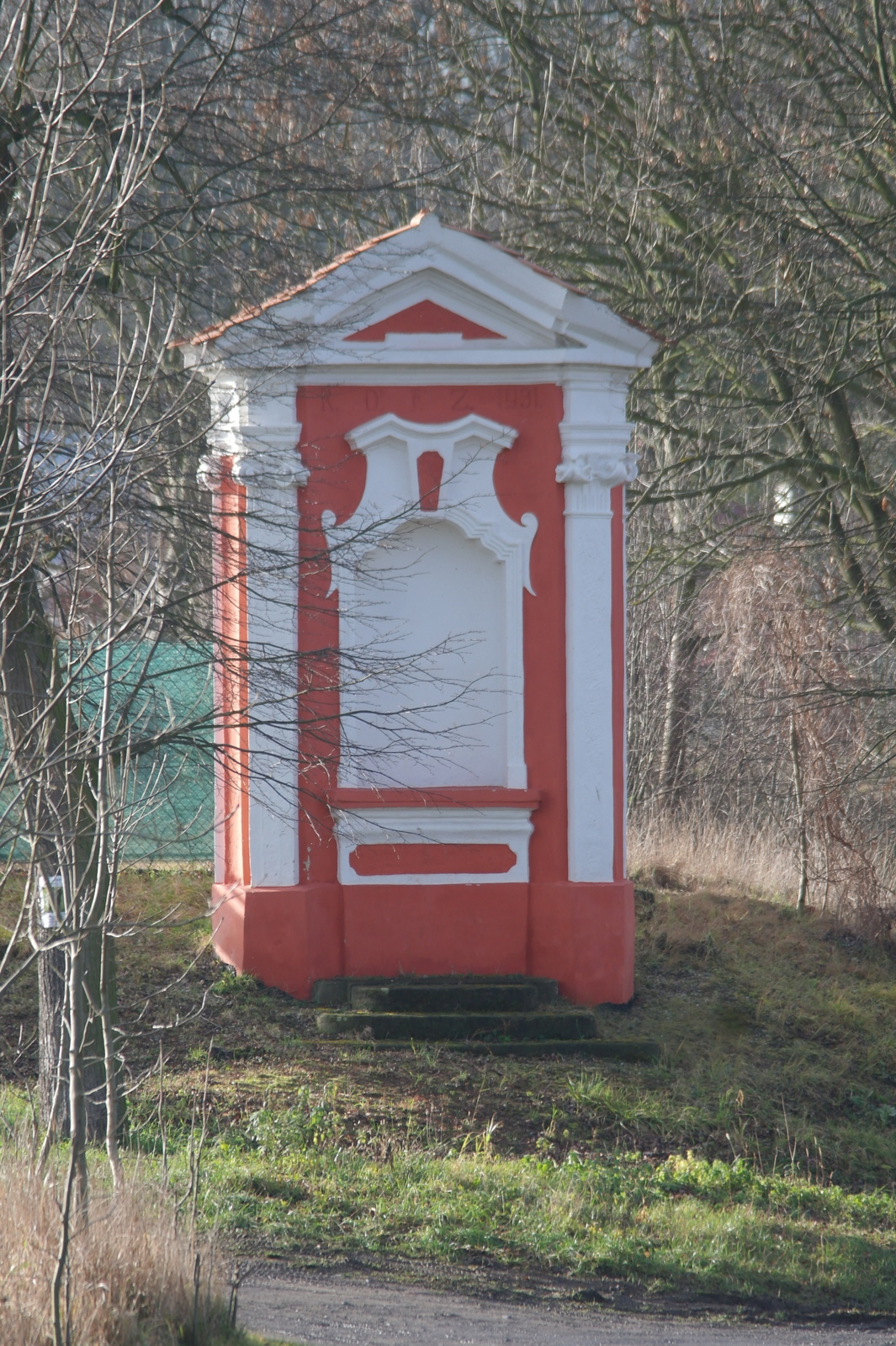
Chapelle de la Vierge Marie à Nové Dvory

## Transports
Par la route, Nové Dvory se trouve à 9 km de Roudnice nad Labem, à 15 km de Litoměřice, à 39 km d'Ústí nad Labem  et à 53 km de Prague.